# Луцыки
Луцыки (укр. Луцики) — село в Рава-Русской городской общине Львовского района Львовской области Украины.
Население по переписи 2001 года составляло 67 человек. Занимает площадь 2,89 км². Почтовый индекс — 80318. Телефонный код — 3252.